# Óticas Carol
A Óticas Carol é uma rede de óticas do Brasil. Foi criada em 1997 por Odilon Santana Neto em Sorocaba, São Paulo. Possui mais de 1350 lojas em várias partes do país e um laboratório digital de lentes em Barueri, São Paulo. Atualmente é a maior rede de óticas do Brasil[carece de fontes?].
Foi vendida em 2008 para o empresário Marcos Amaro, filho do comandante Rolim Amaro, fundador da TAM, e em 2016 o fundo britânico 3i anunciou a compra das operações. Em 2017 a empresa multinacional Luxottica assumiu o controle majoritário da empresa por € 110 milhões de Euros.

## Ver Também
- Luxottica
- Sunglass Hut